# Trmanje
Trmanje (cyr. Трмање) – wieś w Czarnogórze, w gminie Podgorica. W 2011 roku liczyła 6 mieszkańców.